# Eudorylas ligo
Eudorylas ligo är en tvåvingeart som beskrevs av Morakote och Kôji Yano 1990. Eudorylas ligo ingår i släktet Eudorylas och familjen ögonflugor. Inga underarter finns listade i Catalogue of Life.